# 佐藤利一
佐藤 利一（さとう りいち、1916年3月1日 - ）は、日本の元プロボクサー。北海道出身。元東洋ジュニアウェルター級王者。戦前の日本ボクシング界を代表する強打者である。

## 略歴
生家の運送業の手伝いで培われた強靱な腕から繰り出す強打で、かの猛ファイターライオン野口をも畏怖させた強打者。
ボクサーを志して旧制中学を中退、東京でアマチュアのリングに立つ。1932年にプロへ転向、長身から放つ右の強打でたちまち頭角を現した。1934年12月22日、日本拳闘連盟主催の選手権大会で、日本ウェルター級王座を技巧派名取芳夫と争うが7回反則負け。しかし翌1935年2月15日、日本で初めて開催された東洋選手権でフィリピンの強打者ファイティング・アボルトに9回反則勝ちで勝利、東洋ジュニアウェルター級王者となった。
その後も宿敵名取芳夫と対決などでファンを沸かせたが、1936年引退。1941年に一度カムバックを試みたが、本格的復帰はならなかった。引退後は北海道で後進の指導に当たった。

## 通算戦績
48戦25勝（16KO）17敗5引分け1無判定